# Leaving Here
Leaving Here (Partendo da qui) il titolo del singolo d'esordio pubblicato dalla band inglese heavy metal Motörhead.
Malgrado questo sia il loro primo singolo, al momento della registrazione erano già avvenuti molti cambiamenti di formazione.
Pubblicato nel 1977 solo in edizione vinile 7", la canzone è apparsa successivamente nel best of No Remorse.
Oltre a uscire per la Stiff Records, esso è stato pubblicato anche da altre label in altri paesi come "Skydog Records" (in Francia) e "Blitz Records" (in Svezia).
Questo è stato l'unico singolo ad essere nuovamente riedito ufficialmente, nel 1979.
Il 28 aprile 1979 Lemmy venne intervistato da John Tobler nel programma di BBC Radio 1 "Rock On Saturday" e i Motörhead si esibirono con le canzoni Motörhead, Leaving Here e Limb From Limb.
Il 1º maggio 1980 la band suonò Leaving Here nel popolare show televisivo della BBC "Top of the Pops".
White Line Fever è la seconda traccia del singolo ma è anche il titolo dell'autobiografia del 2002 del frontman Lemmy Kilmister, uscita anche in italiano con il titolo La sottile linea bianca.

## Tracce
1. "Leaving Here" (Holland, Dozier, Holland) - 3:20
2. "White Line Fever" (Clarke, Kilmister, Taylor) - 3:00

## Formazione
- Lemmy Kilmister: basso, voce
- "Fast" Eddie Clarke: chitarra
- Phil "Philty Animal" Taylor: batteria